# Tip-top moderne
Tip-top moderne er en amerikansk stumfilm fra 1920 af Lloyd Ingraham.

## Medvirkende
- Douglas MacLean som Henry Langdon
- Doris May som Evelyn Langdon
- Wade Boteler som John Hammond
- Grace Morse som Elsie Hammond
- George Webb som Bruce Grey
- Wilbur Higby som George Barrymore
- Mollie McConnell som Mrs. Trude
- Norris Johnson som Betty Turner